# Мирко Топић
Мирко Топић (Нови Сад, 5. фебруара 2001) српски је фудбалер који тренутно наступа за Фамаликао.

## Статистика

### Клупска
Ажурирано 28. септембра 2023.
|           |          |                       |     |   |    |   |   |   |   |   |     |   |  |  |
| Војводина | 2017/18. | Суперлига Србије      | 0   | 0 | 0  | 0 | — | — | — | — | 0   | 0 |  |  |
| Војводина | 2018/19. | Суперлига Србије      | 2   | 0 | 0  | 0 | — | — | — | — | 2   | 0 |  |  |
| Војводина | 2019/20. | Суперлига Србије      | 17  | 1 | 2  | 0 | — | — | — | — | 19  | 1 |  |  |
| Војводина | 2020/21. | Суперлига Србије      | 15  | 0 | 1  | 0 | 0 | 0 | — | — | 16  | 0 |  |  |
| Војводина | 2021/22. | Суперлига Србије      | 31  | 2 | 2  | 1 | 4 | 0 | — | — | 37  | 3 |  |  |
| Војводина | 2022/23. | Суперлига Србије      | 35  | 0 | 4  | 0 | — | — | — | — | 39  | 0 |  |  |
| Војводина | Укупно   | Укупно                | 100 | 3 | 9  | 1 | 4 | 0 | — | — | 113 | 4 |  |  |
|           |          |                       |     |   |    |   |   |   |   |   |     |   |  |  |
| Фамаликао | 2023/24. | Прва лига Португалије | 6   | 0 | 1  | 0 | — | — | — | — | 7   | 0 |  |  |
|           |          |                       |     |   |    |   |   |   |   |   |     |   |  |  |
| Каријера  | Каријера | Каријера              | 106 | 3 | 10 | 1 | 4 | 0 | — | — | 120 | 4 |  |  |
|           |          |                       |     |   |    |   |   |   |   |   |     |   |  |  |

### Утакмице у дресу репрезентације
| Репрезентација Србије у узрасту до 18 година старости | Репрезентација Србије у узрасту до 18 година старости | Репрезентација Србије у узрасту до 18 година старости | Репрезентација Србије у узрасту до 18 година старости | Репрезентација Србије у узрасту до 18 година старости | Репрезентација Србије у узрасту до 18 година старости | Репрезентација Србије у узрасту до 18 година старости | Репрезентација Србије у узрасту до 18 година старости | Репрезентација Србије у узрасту до 18 година старости | Репрезентација Србије у узрасту до 18 година старости |
| #                                                     | Датум                                                 | Такмичење                                             | Локација                                              | Домаћин                                               | Резултат                                              | Гост                                                  | Гол                                                   | Реф.                                                  |                                                       |
| ----------------------------------------------------- | ----------------------------------------------------- | ----------------------------------------------------- | ----------------------------------------------------- | ----------------------------------------------------- | ----------------------------------------------------- | ----------------------------------------------------- | ----------------------------------------------------- | ----------------------------------------------------- | ----------------------------------------------------- |
| 1.                                                    | 7. септембар 2018.                                    | Пријатељска утакмица                                  | Стадион у Горњој Вароши, Земун                        | Србија                                                | 0 : 2                                                 | Италија                                               |                                                       | [ 18 ]                                                |                                                       |
| 2.                                                    | 7. септембар 2018.                                    | Пријатељска утакмица                                  | Стадион ФК Радник, Сурдулица                          | Србија                                                | 2 : 0                                                 | Северна Македонија                                    |                                                       | [ 19 ]                                                |                                                       |
| 3.                                                    | 18. новембар 2018.                                    | Пријатељска утакмица                                  | Стадион Чаир, Ниш                                     | Србија                                                | 2 : 0                                                 | Северна Македонија                                    |                                                       | [ 20 ]                                                |                                                       |
| 4.                                                    | 9. децембар 2018.                                     | Међународни турнир у Израелу                          | Стадион у Шефaиму                                     | Израел                                                | 2 : 1                                                 | Србија                                                |                                                       | [ 21 ]                                                |                                                       |
| 5.                                                    | 11. децембар 2018.                                    | Међународни турнир у Израелу                          | Шефајим, Израел                                       | Србија                                                | 1 : 1                                                 | Немачка                                               |                                                       | [ 22 ]                                                |                                                       |
| 6.                                                    | 18. април 2019.                                       | Пријатељска утакмица                                  | Тренинг центaр ФС БиХ, Зеница                         | Босна и Херцеговина                                   | 1 : 2                                                 | Србија                                                |                                                       | [ 23 ]                                                |                                                       |
| 6                                                     | Укупан број утакмица и постигнутих погодака           | Укупан број утакмица и постигнутих погодака           | Укупан број утакмица и постигнутих погодака           | Укупан број утакмица и постигнутих погодака           | Укупан број утакмица и постигнутих погодака           | Укупан број утакмица и постигнутих погодака           | 0                                                     |                                                       |                                                       |

| Репрезентација Србије у узрасту до 19 година старости | Репрезентација Србије у узрасту до 19 година старости | Репрезентација Србије у узрасту до 19 година старости | Репрезентација Србије у узрасту до 19 година старости | Репрезентација Србије у узрасту до 19 година старости | Репрезентација Србије у узрасту до 19 година старости | Репрезентација Србије у узрасту до 19 година старости | Репрезентација Србије у узрасту до 19 година старости | Репрезентација Србије у узрасту до 19 година старости | Репрезентација Србије у узрасту до 19 година старости |
| #                                                     | Датум                                                 | Такмичење                                             | Локација                                              | Домаћин                                               | Резултат                                              | Гост                                                  | Гол                                                   | Реф.                                                  |                                                       |
| ----------------------------------------------------- | ----------------------------------------------------- | ----------------------------------------------------- | ----------------------------------------------------- | ----------------------------------------------------- | ----------------------------------------------------- | ----------------------------------------------------- | ----------------------------------------------------- | ----------------------------------------------------- | ----------------------------------------------------- |
| 1.                                                    | 6. септембар 2019.                                    | Меморијални турнир „Стеван Вилотић Ћеле”              | Градски стадион, Суботица                             | Србија                                                | 3 : 0                                                 | Израел                                                | Гол                                                   | [ 24 ]                                                |                                                       |
| 2.                                                    | 8. септембар 2019.                                    | Меморијални турнир „Стеван Вилотић Ћеле”              | Градски стадион, Сента                                | Србија                                                | 3 : 3                                                 | Мађарска                                              |                                                       | [ 25 ]                                                |                                                       |
| 3.                                                    | 10. септембар 2019.                                   | Меморијални турнир „Стеван Вилотић Ћеле”              | Градски стадион, Суботица                             | Србија                                                | 2 : 0                                                 | Црна Гора                                             |                                                       | [ 26 ]                                                |                                                       |
| 4.                                                    | 8. октобар 2019.                                      | Квалификације за Европско првенство                   | Стадион Чукаричког, Баново брдо                       | Румунија                                              | 1 : 1                                                 | Србија                                                |                                                       | [ 27 ]                                                |                                                       |
| 5.                                                    | 14. октобар 2019.                                     | Квалификације за Европско првенство                   | Кућа фудбала, Стара Пазова                            | Србија                                                | 0 : 4                                                 | Шпанија                                               |                                                       | [ 28 ]                                                |                                                       |
| 5                                                     | Укупан број утакмица и постигнутих погодака           | Укупан број утакмица и постигнутих погодака           | Укупан број утакмица и постигнутих погодака           | Укупан број утакмица и постигнутих погодака           | Укупан број утакмица и постигнутих погодака           | Укупан број утакмица и постигнутих погодака           | 1                                                     |                                                       |                                                       |

| Репрезентација Србије у узрасту до 21 године старости | Репрезентација Србије у узрасту до 21 године старости | Репрезентација Србије у узрасту до 21 године старости | Репрезентација Србије у узрасту до 21 године старости | Репрезентација Србије у узрасту до 21 године старости | Репрезентација Србије у узрасту до 21 године старости | Репрезентација Србије у узрасту до 21 године старости | Репрезентација Србије у узрасту до 21 године старости | Репрезентација Србије у узрасту до 21 године старости | Репрезентација Србије у узрасту до 21 године старости |
| #                                                     | Датум                                                 | Такмичење                                             | Локација                                              | Домаћин                                               | Резултат                                              | Гост                                                  | Гол                                                   | Реф.                                                  |                                                       |
| ----------------------------------------------------- | ----------------------------------------------------- | ----------------------------------------------------- | ----------------------------------------------------- | ----------------------------------------------------- | ----------------------------------------------------- | ----------------------------------------------------- | ----------------------------------------------------- | ----------------------------------------------------- | ----------------------------------------------------- |
| 1.                                                    | 15. новембар 2019.                                    | Квалификације за Европско првенство                   | Стадион Чаир, Ниш                                     | Србија                                                | 6 : 0                                                 | Естонија                                              |                                                       | [ 29 ]                                                |                                                       |
| 2.                                                    | 9. октобар 2020.                                      | Квалификације за Европско првенство                   | Стадион Металца, Горњи Милановац                      | Србија                                                | 1 : 0                                                 | Пољска                                                |                                                       | [ 30 ]                                                |                                                       |
| 3.                                                    | 13. октобар 2020.                                     | Квалификације за Европско првенство                   | Парну Ранастадион, Парну                              | Естонија                                              | 0 : 0                                                 | Србија                                                |                                                       | [ 31 ]                                                |                                                       |
| 4.                                                    | 6. јун 2021.                                          | Пријатељска утакмица                                  | Кућа фудбала, Стара Пазова                            | Србија                                                | 0 : 0                                                 | Русија                                                |                                                       | [ 32 ]                                                |                                                       |
| 5.                                                    | 8. јун 2021.                                          | Пријатељска утакмица                                  | Кућа фудбала, Стара Пазова                            | Србија                                                | 0 : 3                                                 | Бразил                                                |                                                       | [ 33 ]                                                |                                                       |
| 6.                                                    | 7. септембар 2021.                                    | Квалификације за Европско првенство                   | Стадион Биљанини извори, Охрид                        | Северна Македонија                                    | 0 : 0                                                 | Србија                                                |                                                       | [ 34 ]                                                |                                                       |
| 7.                                                    | 7. октобар 2021.                                      | Квалификације за Европско првенство                   | Фудбалска академија, Јереван                          | Јерменија                                             | 1 : 4                                                 | Србија                                                |                                                       | [ 35 ]                                                |                                                       |
| 8.                                                    | 12. октобар 2021.                                     | Квалификације за Европско првенство                   | Стадион Партизана, Београд                            | Србија                                                | 0 : 3                                                 | Француска                                             |                                                       | [ 36 ]                                                |                                                       |
| 9.                                                    | 12. новембар 2021.                                    | Квалификације за Европско првенство                   | Стадион Карађорђе, Нови Сад                           | Србија                                                | 0 : 0                                                 | Фарска Острва                                         |                                                       | [ 37 ]                                                |                                                       |
| 10.                                                   | 16. новембар 2021.                                    | Квалификације за Европско првенство                   | Арена Лавов, Лавов                                    | Украјина                                              | 2 : 1                                                 | Србија                                                |                                                       | [ 38 ]                                                |                                                       |
| 10                                                    | Укупан број утакмица и постигнутих погодака           | Укупан број утакмица и постигнутих погодака           | Укупан број утакмица и постигнутих погодака           | Укупан број утакмица и постигнутих погодака           | Укупан број утакмица и постигнутих погодака           | Укупан број утакмица и постигнутих погодака           | 0                                                     |                                                       |                                                       |

| Фудбалска репрезентација Србије | Фудбалска репрезентација Србије             | Фудбалска репрезентација Србије             | Фудбалска репрезентација Србије             | Фудбалска репрезентација Србије             | Фудбалска репрезентација Србије             | Фудбалска репрезентација Србије             | Фудбалска репрезентација Србије | Фудбалска репрезентација Србије | Фудбалска репрезентација Србије |
| #                               | Датум                                       | Такмичење                                   | Локација                                    | Домаћин                                     | Резултат                                    | Гост                                        | Гол                             | Реф.                            |                                 |
| ------------------------------- | ------------------------------------------- | ------------------------------------------- | ------------------------------------------- | ------------------------------------------- | ------------------------------------------- | ------------------------------------------- | ------------------------------- | ------------------------------- | ------------------------------- |
| 1.                              | 26. јануар 2023.                            | Пријатељска утакмица                        | Стадион Бенк оф Калифорнија, Лос Анђелес    | САД                                         | 1 : 2                                       | Србија                                      |                                 | [ 39 ]                          |                                 |
| 1                               | Укупан број утакмица и постигнутих погодака | Укупан број утакмица и постигнутих погодака | Укупан број утакмица и постигнутих погодака | Укупан број утакмица и постигнутих погодака | Укупан број утакмица и постигнутих погодака | Укупан број утакмица и постигнутих погодака | 0                               | [ 40 ]                          |                                 |